# بريت كورتيس
بريت كورتيس (بالإنجليزية: Bret Curtis)‏ هو مهندس أمريكي، ولد في 13 ديسمبر 1966.

## روابط خارجية
- بريت كورتيس على موقع DriverDB.com (الإنجليزية)